# Дузадж
Дузадж (перс. دوزج) — село в Ірані, у дегестані Дузадж, у бахші Харкан, шахрестані Зарандіє остану Марказі. За даними перепису 2006 року, його населення становило 120 осіб, що проживали у складі 46 сімей.

## Клімат
Середня річна температура становить 9,87 °C, середня максимальна – 27,91 °C, а середня мінімальна – -11,96 °C. Середня річна кількість опадів – 256 мм.
| Клімат поселення                              | Клімат поселення | Клімат поселення | Клімат поселення | Клімат поселення | Клімат поселення | Клімат поселення | Клімат поселення | Клімат поселення | Клімат поселення | Клімат поселення | Клімат поселення | Клімат поселення | Клімат поселення |
| Показник                                      | Січ.             | Лют.             | Бер.             | Квіт.            | Трав.            | Черв.            | Лип.             | Серп.            | Вер.             | Жовт.            | Лист.            | Груд.            |                  |
| Середній максимум, °C                         | 4,58             | 6,50             | 9,63             | 16,61            | 21,74            | 27,14            | 27,91            | 27,76            | 23,54            | 18,04            | 11,64            | 6,00             |                  |
| Середня температура, °C                       | −3,69            | −1,78            | 1,35             | 8,34             | 13,48            | 18,86            | 22,40            | 22,25            | 18,04            | 12,54            | 6,12             | 0,50             |                  |
| Середній мінімум, °C                          | −11,96           | −10,04           | −6,92            | 0,06             | 5,20             | 10,58            | 16,90            | 16,74            | 12,54            | 7,03             | 0,63             | −5,01            |                  |
| Норма опадів, мм                              | 31               | 33               | 48               | 41               | 33               | 5                | 2                | 1                | 0                | 11               | 20               | 31               |                  |
| Середньомісячна швидкість вітру, м/с          | 1.34             | 2.22             | 2.97             | 2.98             | 2.58             | 2.37             | 2.37             | 2.27             | 2.14             | 2.02             | 1.70             | 1.79             |                  |
| Середньомісячна сонячна радіація, кДж/м²·день | 8808             | 11523            | 14194            | 17700            | 21877            | 26380            | 25986            | 23571            | 20081            | 14541            | 10506            | 8427             |                  |
| --------------------------------------------- | ---------------- | ---------------- | ---------------- | ---------------- | ---------------- | ---------------- | ---------------- | ---------------- | ---------------- | ---------------- | ---------------- | ---------------- | ---------------- |
| Джерело:                                      |                  |                  |                  |                  |                  |                  |                  |                  |                  |                  |                  |                  |                  |